# Cattedrale di San Giovanni (Kuala Lumpur)
La cattedrale di San Giovanni (in inglese: St. John's Cathedral), è la chiesa cattedrale dell'arcidiocesi di Kuala Lumpur e si trova nella città di Kuala Lumpur, in Malaysia.

## Storia
La chiesa di San Giovanni Evangelista è stata fondata nel 1883, unica chiesa cattolica del tempo nel Selangor. Allora la chiesa era costituita semplicemente da un lungo corridoio di legno con un paio di finestre costruite nella zona boschiva di Bukit Nanas.
La prima pietra del nuovo edificio in mattoni fu posta il 28 marzo 1954. Nell'agosto del 1955 la chiesa di San Giovanni divenne sede del vescovo di Kuala Lumpur. Nel 1962 la chiesa è stata consacrata ed elevata cattedrale.